# Herawati Diah

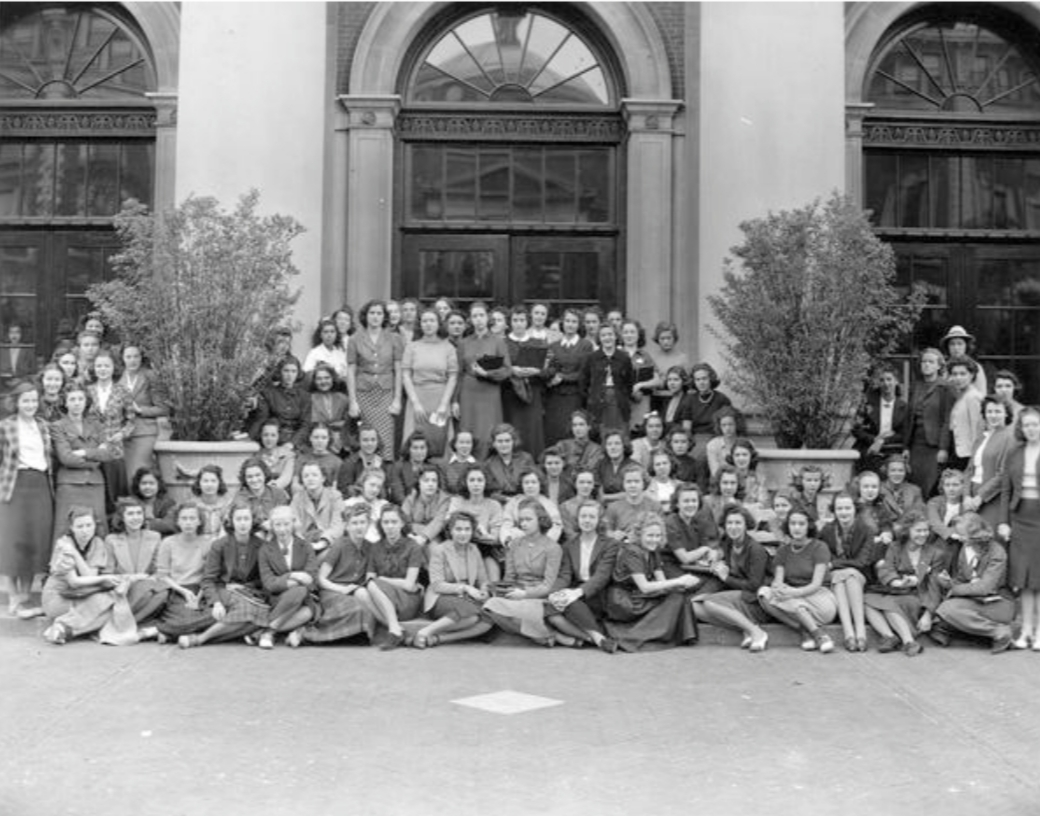
Abschlussklasse am Barnard College der Columbia University im Jahr 1941

Siti Latifah Herawati Diah (* 3. April 1917 in Tanjung Pandan, Indonesien; † 30. September 2016 in Jakarta, Indonesien) war eine indonesische Journalistin. Sie war 1955 Mitbegründerin von The Indonesian Observer, der ersten englischsprachigen Zeitung des Landes.

## Leben und Werk

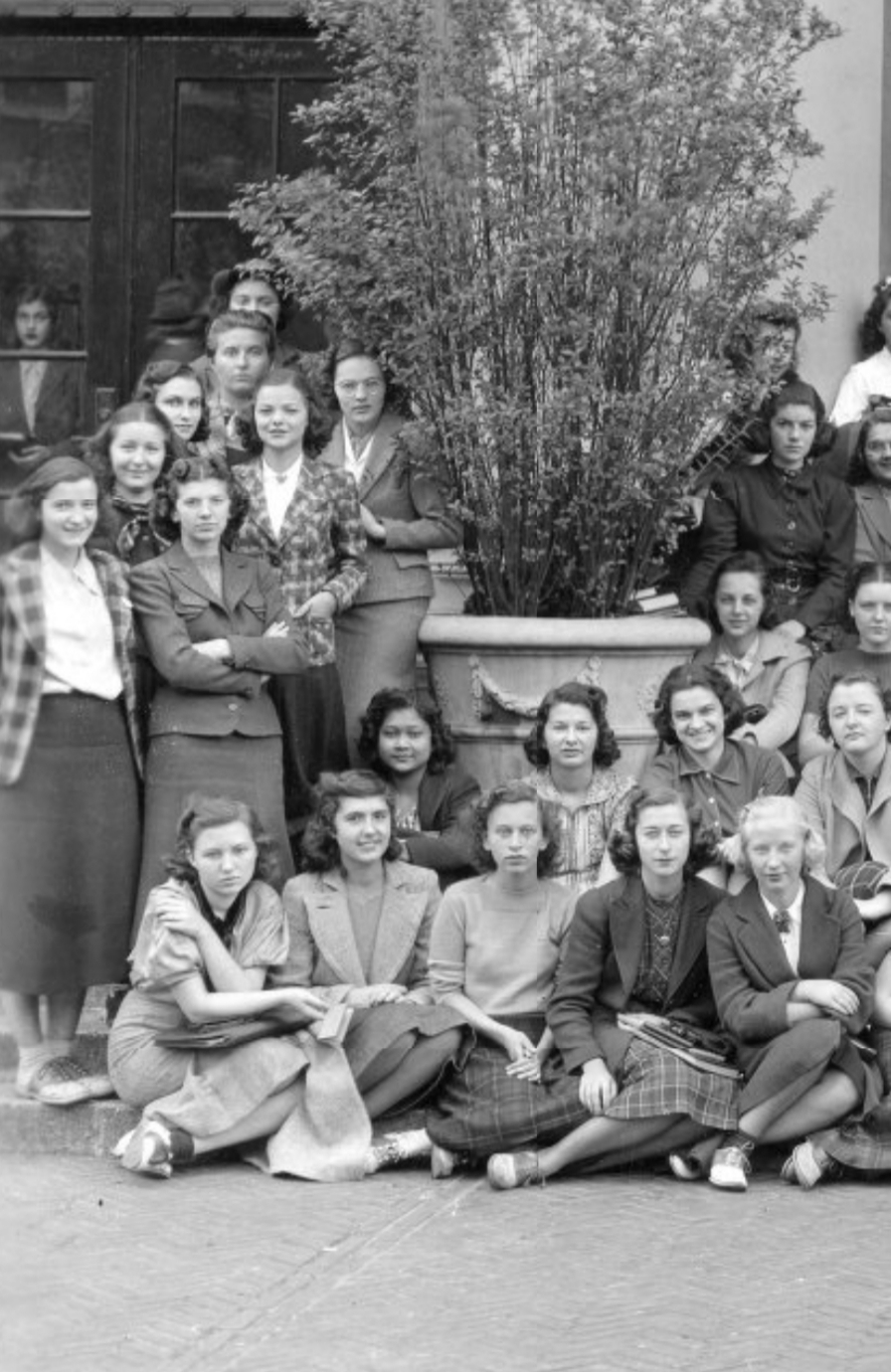
Herawati mit ihren Klassenkameraden, 1941

Herawati war die Tochter von Siti Alimah und Raden Latip, einem Arzt, der bei Billiton Maatschappij arbeitete. Sie hatte die Möglichkeit, eine höhere Bildung zu erlangen und besuchte die Europeesche Lagere School (ELS) in Salemba, Jakarta, und die American High School in Tokio.
Herawati ging dann auf Ermutigung ihrer Mutter in die Vereinigten Staaten, um am Barnard College der Columbia University, New York, Soziologie zu studieren, belegte einen Sommerkurs in Journalismus an der Stanford University, Kalifornien, und machte 1941 ihren Abschluss. 1942 kehrte sie als erste Indonesierin, die ihren Abschluss an einem amerikanischen College erhalten hatte, nach Niederländisch-Ostindien zurück, zu einem Zeitpunkt als Japan das Heimatland besetzte. Sie wurde als freiberufliche Journalistin für die Nachrichtenagentur United Press International (UPI) tätig und wurde dann Radiosprecherin bei Hoso Kyoku und las Briefe an japanische Gefangene.
Am 18. August 1942 heiratete sie den Journalisten B.M. Diah, der zu dieser Zeit für die Zeitung Asia Raja arbeitete, dann zum Botschafter in der Tschechoslowakei, in Großbritannien und Thailand ernannt wurde und 1968 als Informationsminister im Ampera-Kabinett diente. Am 1. Oktober 1945 gründete sie gemeinsam mit ihrem Ehemann die Zeitschrift Harian Merdeka und 1955 The Indonesian Observer, die erste englischsprachige Zeitung in Indonesien. Die Zeitung wurde erstmals auf der Asian-African Conference (KAA) in Bandung herausgegeben und verteilt. The Indonesian Observer bestand bis 2001, während  Merdeka Daily  Ende 1999 den Besitzer wechselte.
Herawati wurde als eine der ersten Kommissarinnen der Nationalen Kommission für Gewalt gegen Frauen (Komnas Perempuan) aufgeführt. Sie war eine Verfechterin der Frauenrechte und gründete mehrere Frauenorganisationen, darunter die Women’s Voice Empowerment Movement, die indonesischen Frauen zur Stimmabgabe mobilisierte. Sie war auch in einer Reihe von Organisationen aktiv wie der Bina Carita Indonesia Foundation, Hasta Dasa Guna, dem Women’s International Club und dem Indonesian Cultural Circle.
Sie traf 1948 Mahatma Gandhi als Teil der indonesischen Delegation am All-India Women’s Congress. Sie nutzte ihre diplomatischen Verbindungen, um die Kulturdenkmäler Indonesiens zu schützen und setzte sich aktiv für die Renovierung des Borobudur-Tempels im Jahr 1968 und die Restaurierung des Surakarta-Palastes im Jahr 1985 ein. Sie leitete die Bemühungen, die Borobudur-Tempelanlagen zum UNESCO-Weltkulturerbe zu erklären.
Sie starb im Alter von 99 Jahren 2016 im Medistra Hospital im Jakarta und wurde auf dem Kalibata Heroes Cemetery neben dem Grab ihres Mannes beigesetzt.
Sie erhielt eine Reihe von Preisen, darunter der „Lifetime Achievement“ von PWI Pusat. Am 3. April 2022 wurde sie zu ihrem 105. Geburtstag mit einem Google Doodle geehrt.

## Veröffentlichungen
- An Endless Journey: Reflections of an Indonesian Journalist. Equinox Publishing, 2006, ISBN 978-979-3780-06-1.